# Nerija Putinaitė
Nerija Putinaitė (* 19. Mai 1971 in Tauragė, Litauische SSR) ist eine litauische Philosophin und ehemalige Politikerin, stellvertretende litauische Bildungs- und Wissenschaftsministerin (2008–2012).

## Leben
Nerija Putinaitė absolvierte von 1989 bis 1996 an der Philosophiefakultät der Vilniaus universitetas (VU) das Bachelor- und Masterstudium der Philosophie und von 1996 bis 2000 das Promotionsstudium am Lietuvos filosofijos ir sociologijos institutas und promovierte zum Thema „Gerechtigkeitsproblem in der Philosophie von Immanuel Kant“, arbeitete als wissenschaftliche Mitarbeiterin am Institut. Putinaitė bildete sich weiter an der Universität Marburg, Universität Greifswald, Tübingen und Poitiers (Frankreich). 2004 absolvierte sie die Internationalen Sommerkurse an der Weimar-Jena-Akademie in Weimar. Sie lehrte als Dozentin am Lehrstuhl für Ethik an der Vilniaus pedagoninis universitetas und von 2004 bis 2009 war sie Beraterin des litauischen Präsidenten Valdas Adamkus. Vom 17. Dezember 2008 bis 13. Dezember 2012 war sie Vizeministerin für Bildung und Wissenschaft, Stellvertreterin des Ministers Gintaras Steponavičius (*  1967) im Kabinett Kubilius II. Sie lehrt Kurse „Fragen der litauischen und europäischen Identität“ und „Begriff der  Sowjetischen Identität“ am Institut für internationale Beziehungen und Politikwissenschaft der VU.

## Bibliografie
Bücher
- Vertriebene von Nordathen // Šiaurės Atėnų tremtiniai, V., 2004[5];
- Letzte Vernunftsrevolution // Paskutinioji proto revoliucija, V., 2004;
- Nicht unterbrochene Saite // Nenutrūkusi styga, V., 2007.

Artikel
- Teisingumas I. Kanto praktinės filosofijos teologijoje, Problemos, Nr. 53;
- Dieviškasis teisingumas I. Kanto filosofijoje, Problemos, Nr. 56;
- Pareiga, patologija ir intersubjektyvumo galimybė I. Kanto vėlyvojoje filosofijoje, Problemos, Nr. 60.

Redaktion
- Glaubenszugänge // Tikėjimo prieigos (2003);
- (Po)etikos: kaip galima šiuolaikinė etika (2002);
- Tradicija ir pokyčiai: filosofinė ir sociologinė perspektyva (1999).

Übersetzung
- Einführung in die philosophische Hermeneutik // Filosofinės hermeneutikos įvadas (2003).